# Eva Bergh

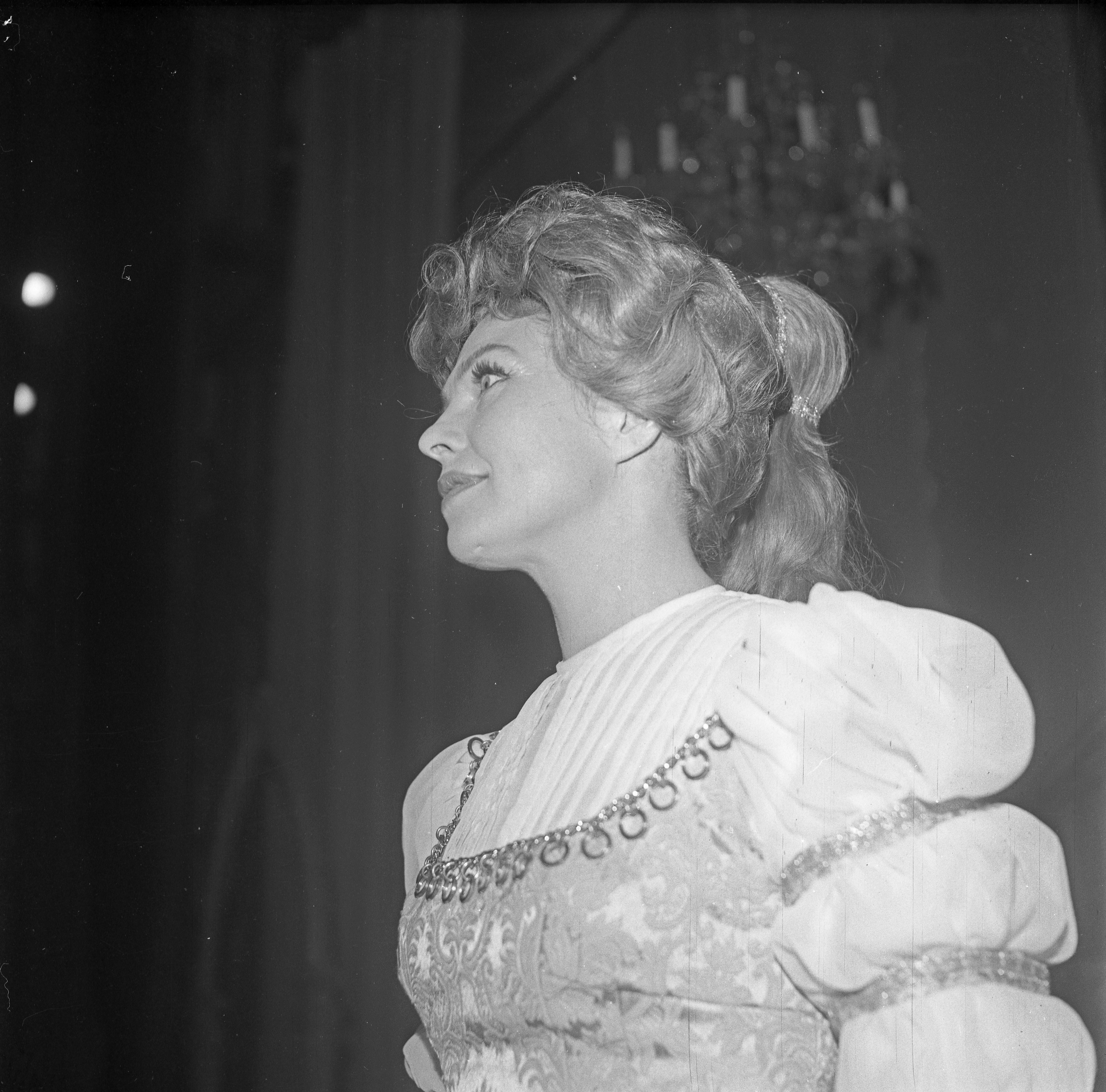
Eva Bergh som Portia i Shakespeares Köpmannen i Venedig på Den Nationale Scene i Bergen 1969.

Eva Bergh, född 25 februari 1926 i Kolbotn, Akershus fylke, död 19 februari 2013, var en norsk skådespelare.
Bergh scendebuterade på Det Nye Teater 1949, där hon var kvar till 1957, därefter på Den Nationale Scene. Bland hennes roller märks Andrée i François Mauriacs Landet utan väg, Elizabeth i Friedrich Schillers Maria Stuart, ett flertal roller i Holbergs och Shakespeares dramatik samt flera stora roller i musikaler, bland annat Eliza i My Fair Lady, Dolly i Hello Dolly och Golde i Spelman på taket. Hon har också gjort flera filmroller, bland annat i brittiska Han kom för att hämnas (1953).
Hon var gift med kompositören Sverre Bergh.

## Filmografi
Enligt Internet Movie Database:
- 1949 – Kärlek blir din död
- 1951 – Skadeskutt
- 1952 – Hård klang
- 1953 – Han kom för att hämnas
- 1960 – Venner
- 1970 – Ska vi leka kurragömma?
- 2004 – Salto, salmiak och kaffe